# Patogen
Patogén je klica (mikroorganizem), ki lahko pri gostitelju povzroči bolezen. Beseda se uporablja tudi kot pridevnik in pomeni »bolezenski« (na primer patogena bakterija = bakterija, ki povzroča bolezen). Soroden izraz je povzročitelj bolezni, vendar ta ni omejen na bolezenske klice, ampak lahko zajemajo tudi zajedavce ipd. (npr. glista kot povzročitelj glistavosti, srbec kot povzročitelj garij).
Človeški organizem poseduje mehanizme, ki pomagajo pri premagovanju patogenov, ki vdrejo v telo (npr. imunski sistem, »dobre« bakterije črevesne flore). Če obrambni mehanizmi telesa ne zmorejo uničiti povzročitelja, se lahko le-ta namnoži in povzroči škodo gostitelju.
Nekateri mikroorganizmi v normalnih razmerah ne povzročijo bolezni, če pa pride do znižanja telesne odpornosti (na primer pri kemorerapiji, okužni s HIV-om ...) pa lahko zaradi njih nastopi bolezen; takšne mikroorganizme imenujemo oportunisti in povzročajo oportunistične okužbe.
Proti boleznim, ki jih povzročajo patogeni, se borimo s cepljenjem (npr. proti noricam, oslovskemu kašlju), zdravili (npr. antibiotiki proti bakterijam, antimikotiki proti glivicam), preventivnimi ukrepi, kot so higiena, zagotavljanje čiste pitne vode ...

## Vrste patogenov

### Virusni patogeni
Patogeni virusi so zlasti iz naslednjih družin: adenovirusi, pikornavirusi, herpesvirusi, hepadnavirusi, flavivirusi, retrovirusi, ortomiksovirusi, paramiksovirusi, papovavirusi, rabdovirusi, togavirusi. Med pomembnejšimi virusnimi boleznimi so: norice, gripa, mumps, ošpice, rdečke, ebola, aids ... Virusi po večini merijo v dolžino 20-300 nanometrov. Proti nekaterim virusnim boleznim obstajajo učinkovita protivirusna zdravila.

### Bakterijski patogeni
Večina bakterij je nenevarnih ali celo koristnih, vendar pa nekatere vrste pri človeku povzročajo bolezni. Najpogostejša bakterijska bolezen je jetika (tuberkuloza), ki jo povzroča bakterija Mycobacterium tuberculosis, in zanjo vsako leto zbolita okoli 2 milijona ljudi, največ v podsaharski Afriki. V svetovnem merilu je pomembna bakterijska bolezen tudi pljučnica, ki jo povzročajo različne vrste bakterij, na primer streptokoki in psevdomonas. Nekatere bakterijske okužbe se prenašajo zlasti s hrano, na primer salmonela, kampilobakter, šigela ... Bakterijskega izvora so tudi tetanus, tifus, davica, sifilis, gobavost itd. Bakterije zvečina merijo v dolžino 1–5 mikrometrov. Pogosto so proti bakterijskim okužbam učinkoviti antibiotiki.

### Glivni patogeni
Glive povzročajo bolezni pri ljudeh, živalih in rastlinah. Prizadenejo zlasti ljudi z okrnjenim imunskim sistemom. Tako glivne kot živalske celice so evkariontske, kar otežuje razvoj zdravil. Večina protiglivičnih zdravil je iz skupine azolov (npr. flukonazol, ketokonazol ...). Glivne spore merijo v dolžino po navadi 1-40 mikrometrov. Med glivične okužbe spadata na primer aspergiloza in kandidoza.

### Prionski patogeni
Prioni so kužni patogeni, ki ne vsebujejo jedrnih kislin. Posledica prionske okužbe je nastajanje nepravilnih beljakovin. Prionske bolezni so na primer Creutzfeldt-Jakobova bolezen, bolezen norih krav (bovina sponfiformna encefalopatija), praskavica.